# 아메바 방법

로젠브록 함수에 아메바 방법을 적용한 것.

아메바 방법(amoeba method) 또는 넬더-미드 방법(Nelder–Mead method), 활강단체법(downhill simplex method)은 다차원 공간의 손실함수의 최솟값 또는 최댓값을 찾기 위한 수치적 방법이다. 도함수를 알 수 없는 비선형 최적화 문제 상황에서 사용된다.
1965년 존 넬더와 로저 미드가 처음으로 논문 투고했다.

## 같이 보기
- 차분 진화